# Krościenko Wyżne (gemeente)
De gemeente Krościenko Wyżne is een landgemeente in het Poolse woiwodschap Subkarpaten, in powiat Krośnieński.
De zetel van de gemeente is in Krościenko Wyżne.
Op 30 juni 2004 telde de gemeente 5102 inwoners.

## Oppervlakte gegevens
In 2002 bedroeg de totale oppervlakte van gemeente Krościenko Wyżne 16,33 km², waarvan:
- agrarisch gebied: 95%
- bossen: 2%

De gemeente beslaat 1,77% van de totale oppervlakte van de powiat.

## Demografie
Stand op 30 juni 2004:
| Omschrijving                   | Totaal | Totaal | Vrouwen | Vrouwen | Mannen | Mannen |
| ------------------------------ | ------ | ------ | ------- | ------- | ------ | ------ |
| eenheid                        | aantal | %      | aantal  | %       | aantal | %      |
| inwoners                       | 5102   | 100    | 2618    | 51,3    | 2484   | 48,7   |
| bevolkingsdichtheid (inw./km²) | 312,4  | 312,4  | 160,3   | 160,3   | 152,1  | 152,1  |

In 2002 bedroeg het gemiddelde inkomen per inwoner 1227,59 zł.

## Administratieve plaatsen (sołectwo)
Krościenko Wyżne, Pustyny.

## Aangrenzende gemeenten
Haczów, Korczyna, Krosno, Miejsce Piastówe